# Deutsche Gesellschaft für Lymphologie
Die Deutsche Gesellschaft für Lymphologie (DGL) war eine Fachgesellschaft für die in der Lymphologie tätigen Therapeuten und Forscher mit Sitz in Friedenweiler. Die DGL verschmolz im Jahr 2023 mit der Deutschen Gesellschaft für Phlebologie zur Deutschen Gesellschaft für Phlebologie und Lymphologie (DGPL). Zu diesem Zeitpunkt hatte die DGL 900 Mitglieder.
Die Gründung der Deutschen Gesellschaft für Lymphologie erfolgte 1976. Ziele der Arbeit der Fachgesellschaft waren unter anderem Forschungsförderung, Aus- und Weiterbildung und Erfahrungs- und Wissensvermittlung innerhalb des Fachgebiets und der Öffentlichkeit gegenüber. Zudem wurden Interessen von Therapeuten und Patienten gegenüber berufsständischen Organisationen und Behörden vertreten. 
Der jeweils im Herbst stattfindende Jahreskongress des Fachverbandes wurde seit 1991 in Zusammenarbeit mit der im Jahr 1985 in Wien gegründeten Schwesterorganisation Gesellschaft Deutschsprachiger Lymphologen organisiert. Auch die Fachzeitschrift Lymphologie in Forschung und Praxis (LymphForsch) wurde gemeinschaftlich herausgegeben.
Im Oktober 2022 wurde auf der Jahrestagung der Deutschen Gesellschaft für Phlebologie die Verschmelzung der DGP mit der DGL zur Deutschen Gesellschaft für Phlebologie und Lymphologie beschlossen. Die Vereinigung trat zum 1. Januar 2023 in Kraft. Bis zur Jahrestagung im Herbst desselben Jahres blieben die Vorstände der beiden Gesellschaften im Amt.